# Festenbach
Der Festenbach (auch Moosbach) ist ein oberbayrischer Gebirgsbach, der in die Mangfall mündet. 

## Verlauf
Die Quellen des Festenbachs liegen in den Tegernseer Bergen am Nordhang des Nesselscheiberücken zwischen dem Isartal und dem Tegernsee auf etwa 1180 Metern ü. N.N. Das Quellgebiet wird auch als Festenbachlüß bezeichnet. Auf 947 Metern ü. N.N. liegt direkt am Festenbach die Nickel-Alm. Noch bevor der Bach Marienstein erreicht, liegen links des Bachbetts eine Deponie und die Kläranlage Mariensteins. Der Festenbach verläuft durch den Ort Marienstein und im weiteren Verlauf zwischen Georgenried und der Siedlung Steinbergstraße. Nachdem er die Staatsstraße 2365 gequert hat, verläuft der Bach weiter über landwirtschaftlich genutzte Flächen Richtung Moosrain. Vor Moosrain fließt der Moosbach seit 2009 durch ein Rückhaltebecken mit rund 700.000 m³ Fassungsvermögen. In Moosrain quert der Bach die Bundesstraße 318 und verläuft anschließend weiter über Grünland durch den Gmunder Ortsteil Festenbach. Hier mündet der Dürnbach in den Festenbach, bevor dieser in das Mangfalltal fließt. Der Festenbach mündet bei Thalmühl in die Mangfall. Der Festenbach hat mehrere kleine Zuflüsse.

## Verbauung
Der Festenbach ist teilweise begradigt und verbaut. Unter anderem wurde im Jahr 2009 ein Rückhaltebecken vor Moosrain errichtet, welches bislang 1,6 Millionen Euro kostete. Weitere Ausbaumaßnahmen sind im Bereich Moosrain geplant. 